# Taygetis mermeria
Taygetis mermeria är en fjärilsart som beskrevs av Pieter Cramer 1779. Taygetis mermeria ingår i släktet Taygetis och familjen praktfjärilar. Inga underarter finns listade i Catalogue of Life.

## Bildgalleri

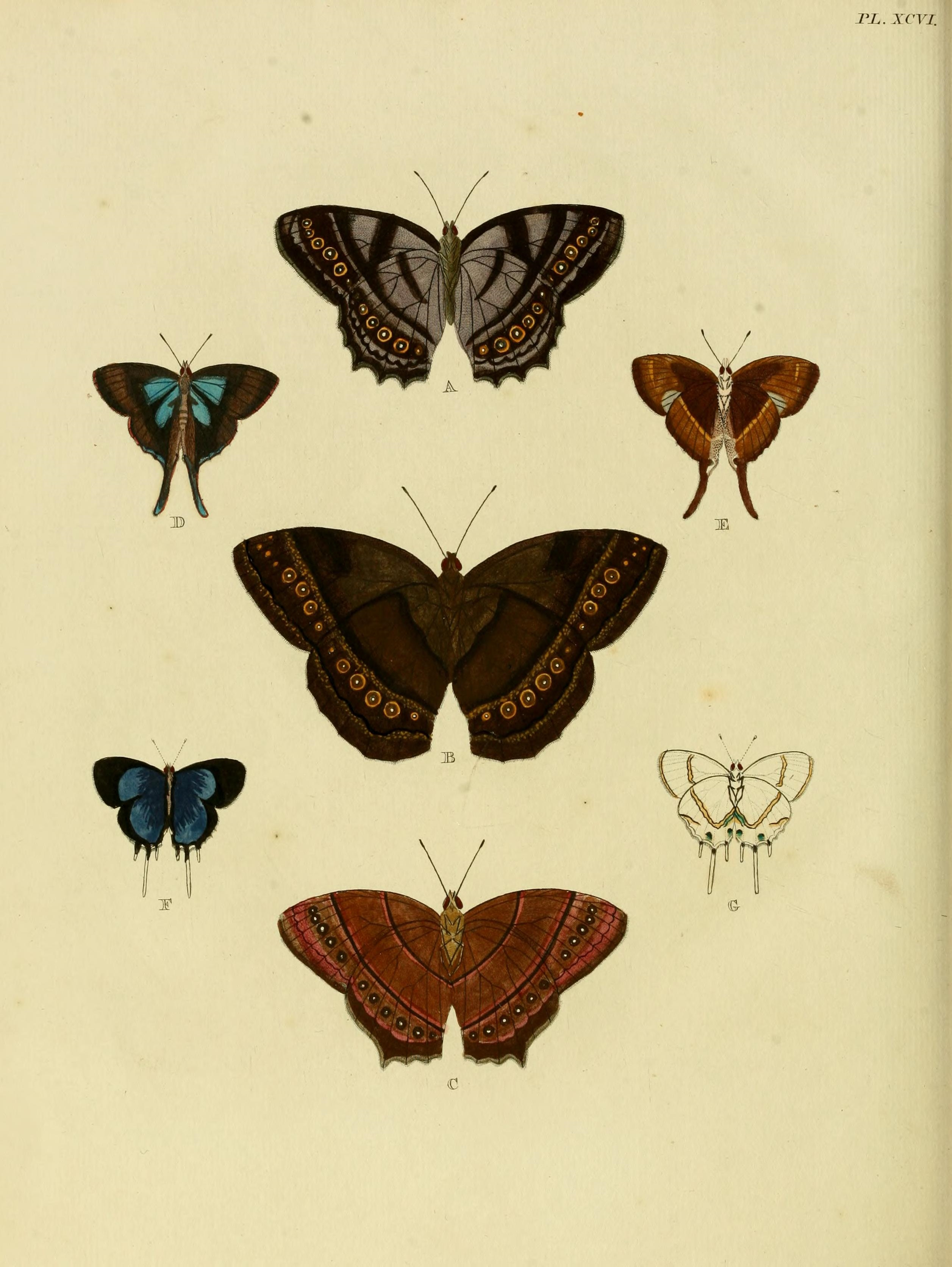
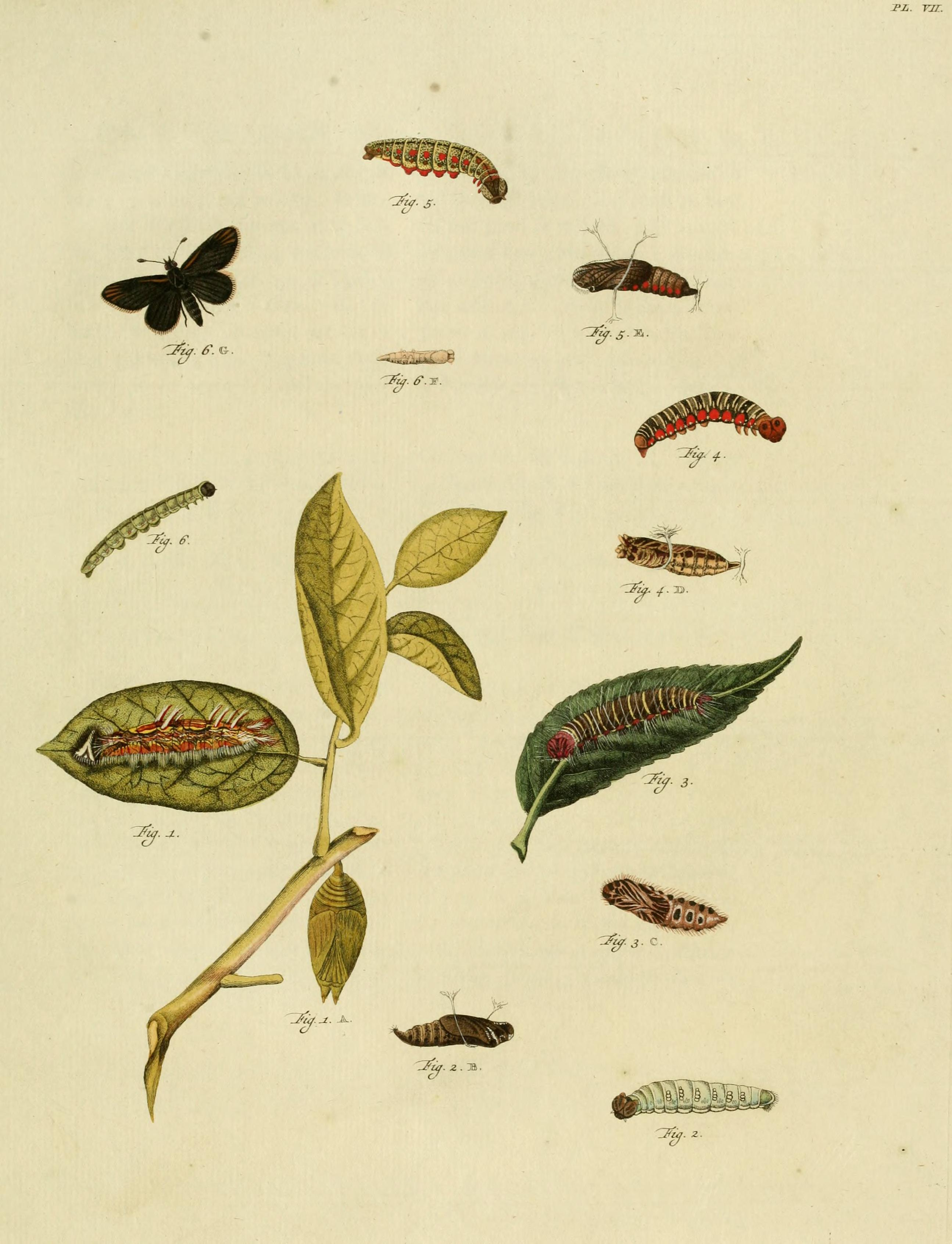
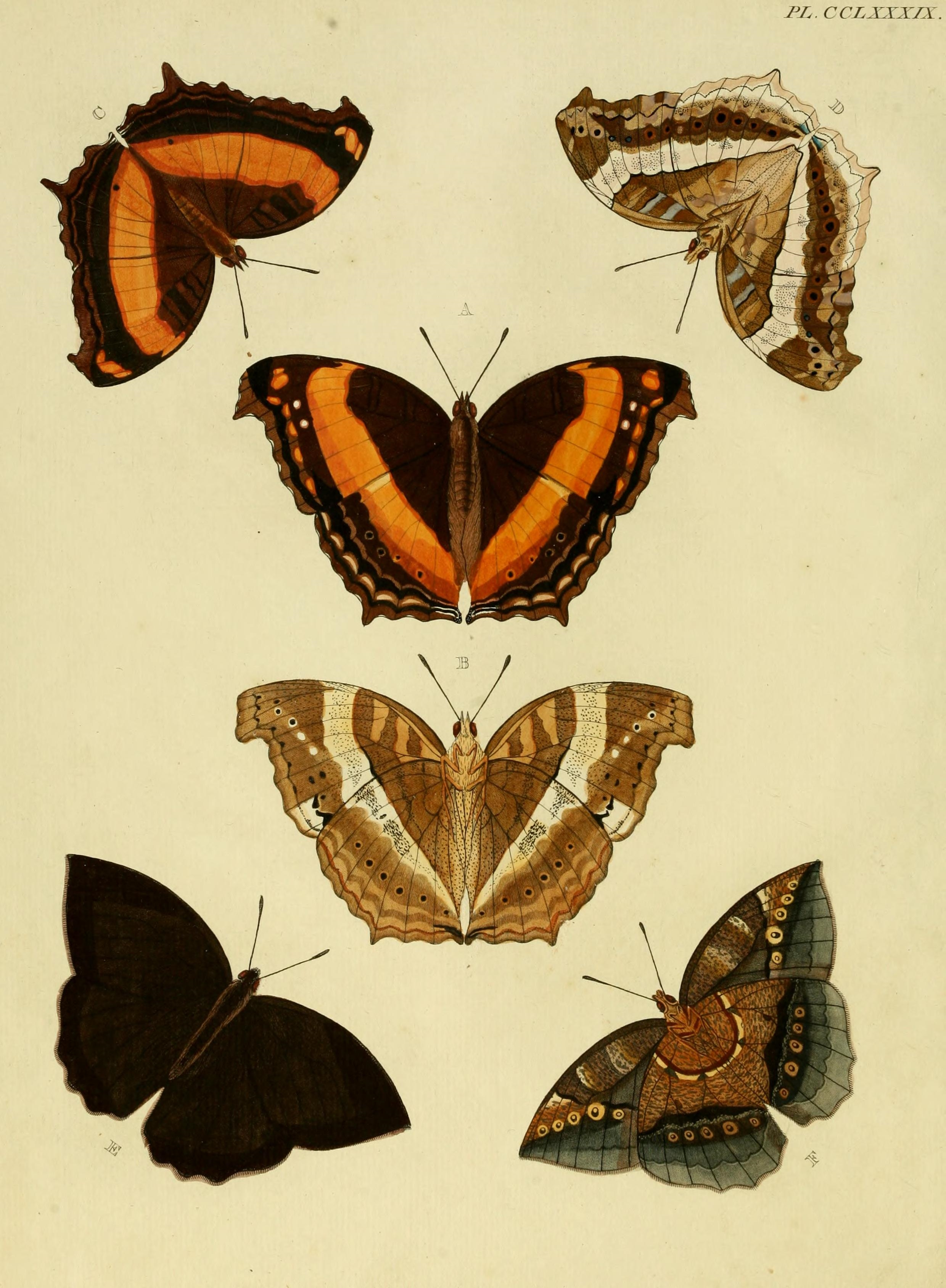
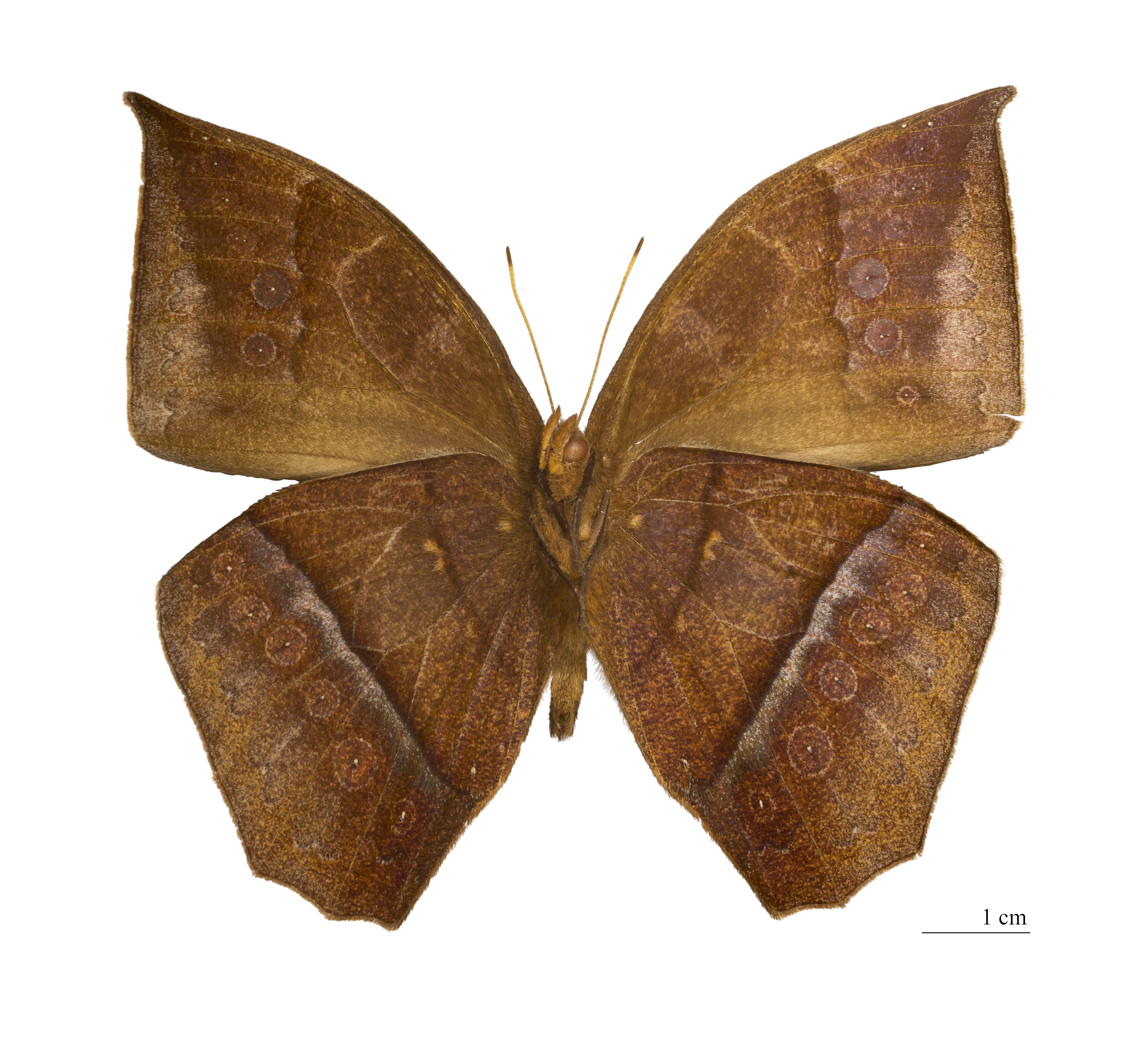
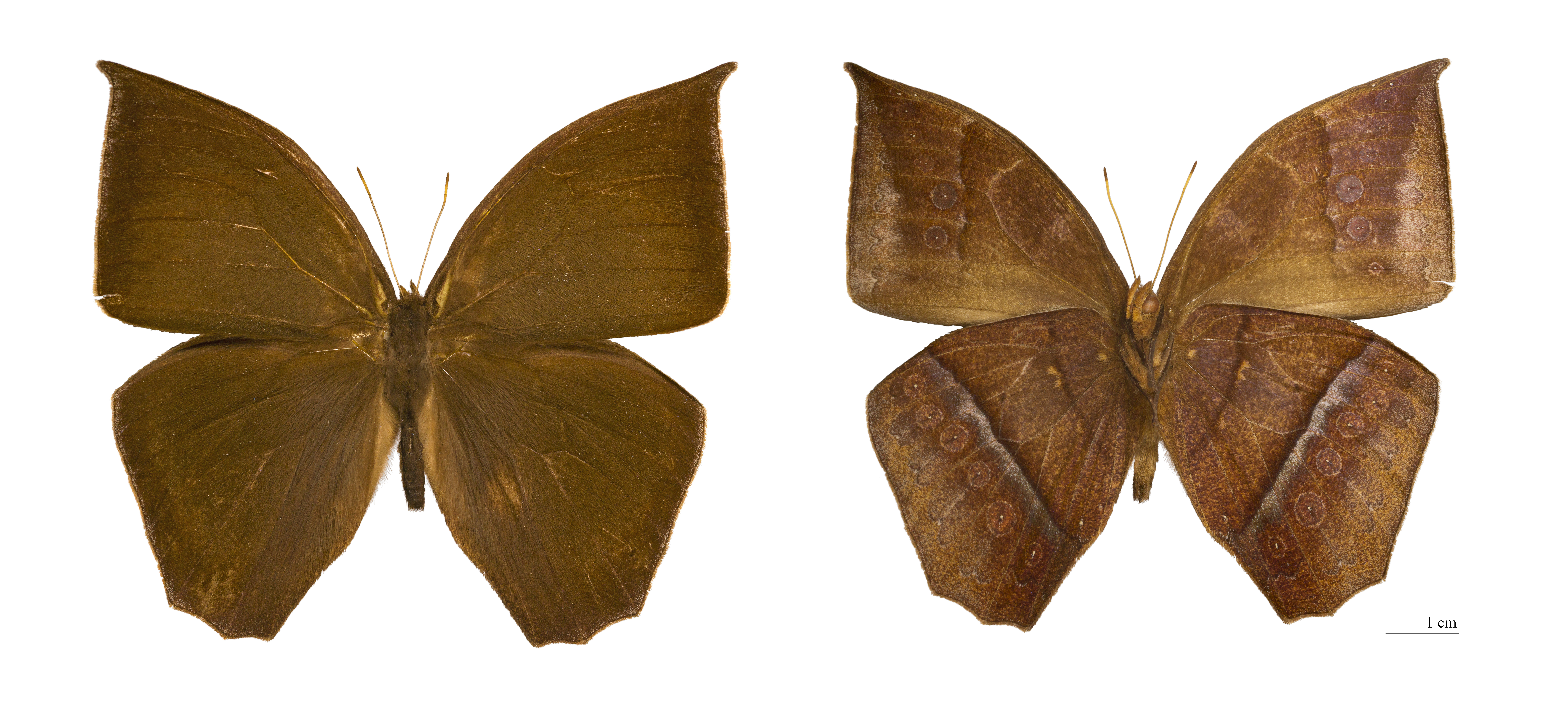
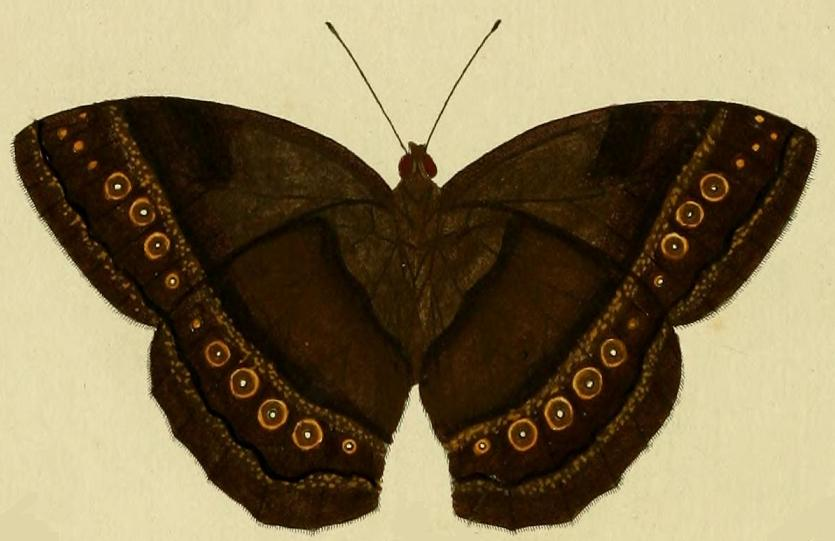